# Wydział Rolnictwa i Ekologii Szkoły Głównej Gospodarstwa Wiejskiego w Warszawie
Wydział Rolnictwa i Ekologii – wydział Szkoły Głównej Gospodarstwa Wiejskiego w Warszawie powstały w 2004 z przekształcenia Wydziału Rolniczego, 

## Historia
Decyzją Senatu SGGW z dniem 1 stycznia 2004 Wydział Rolniczy został przemianowany na Wydział Rolnictwa i Biologii. W dniu 1 października nazwa została zmieniona na Wydział Rolnictwa i Ekologii.

## Jednostki organizacyjne
Na Wydziale funkcjonują następujące jednostki organizacyjne:
- Katedra Agronomii
- Katedra Biochemii
- Katedra Doświadczalnictwa i Bioinformatyki
- Katedra Botaniki
- Katedry Fizjologii Roślin
- Katedra Nauk o Środowisku Glebowym
- Wydziałowa Stacja Doświadczalna w Skierniewicach
- Samodzielny Zakład Biologii Mikroorganizmów

## Władze wydziału

### W latach ubiegłych
- Dziekan
  - prof. dr hab. Jan Łabętowicz[4] - W latach: 2004 - 2009
  - dr hab. Grażyna Garbaczewska, prof. nadzw. SGGW; były prof. nadzw. Politechniki Białostockiej - w latach 2008 - 2016

### Obecne[5]
- Dziekan
  - dr hab. Irena Suwara, prof. SGGW
- Prodziekani
  - dr inż. Agnieszka Ciesielska

## Opis kierunków[1]
- Kierunek Rolnictwo
  - Program studiów na kierunku rolnictwo poza przedmiotami przyrodniczymi takimi jak: biologia, chemia, obejmuje przedmioty związane z nowoczesnymi technologiami produkcji rolniczej, organizacją i zarządzaniem oraz przedmioty kształtujące umiejętności praktyczne związane z posługiwaniem się narzędziami informatycznymi. Kwalifikacja: biologia lub chemia lub matematyka
  - Studia inżynierskie
    - stacjonarne: 3,5-letnie
    - niestacjonarne: 4-letnie

  - Studia magisterskie
    - stacjonarne i niestacjonarne: 1,5-roku
- Kierunek Biologia
  - Kształcenie na kierunku obejmuje przedmioty z zakresu ogólnych zagadnień biologii, opartych na podstawach matematyczno-przyrodniczych. Znaczny udział stanowią przedmioty takie jak: biologia molekularna, bioinformatyka, enzymologia, biotechnologia i genetyka mikroorganizmów, fitosocjologia, ornitologia, ichtiologia, parazytologia. Kwalifikacja: biologia lub chemia
  - Studia licencjackie 3 lata
  - Studia magisterskie 2 lata
- Kierunek Inżynieria ekologiczna
  - Kierunek interdyscyplinarny, łączący wiedzę i umiejętności kierunków rolnictwo i ochrona środowiska. Program studiów obejmuje m.in. przedmioty: ekotoksykologia, ochrona i monitoring środowiska, prawo w ochronie środowiska, technologie informatyczne, zarządzanie środowiskiem. Kwalifikacja: biologia lub chemia lub matematyka
  - Studia inżynierskie: 3,5-letnie
  - Studia magisterskie: 1,5-roku